# 壺屋総本店
株式会社壺屋総本店（つぼやそうほんてん、英: TSUBOYA Co., Ltd.）は、北海道旭川市の製菓メーカー、企業である。

## 概要
1929年に村本定二が旭川市3 条6丁目で創業した。1994年、2条買物公園から忠和店（なゝ花窓館）に本店を移転した。2021年より、定二の孫の村本暁宣が社長を務める。
商品コンセプトは北国の風土や風物をモチーフにした商品展開をしてる。企業のコンセプトは「郷土を感じるイメージの表現」である。看板商品の『き花』は、30年以上に渡りモンドセレクションの金賞以上を継続して受賞しており、「モンドセレクションの金賞受賞回数日本一」を誇る。
東京都文京区の同名の和菓子店とは無関係。

## 主な商品
- き花
- 壺もなか
- 雑木林
- 大根おどり - 東京農業大学125周年記念、同大学との共同開発[5]
- あんマドレエヌ
- ゴールデン・アップル・カムイ
- 生しょうゆパイ - 同じく旭川に本社を置く醬油メーカー・キッコーニホン[6]とのコラボ商品。
- かぼちゃ鍋
- 地酒ひらまんじゅう
- ツーン！ときちゃってどうしましょう。
- RAMS - 2018年に創設したチョコレートブランド[7]
- 桑葉アーモンドクッキー - ファイテンとの共同開発[8]